# Urban Adult Contemporary
Urban Adult Contemporary (Urban AC) ist ein Format für Radiosender, das hauptsächlich in den USA verbreitet ist. Die Musikauswahl beschränkt sich auf R&B und Black Music der 1980er-Jahre bis heute.  Es richtet sich an die Zielgruppe der 25- bis 54-Jährigen und wurde 1988 vom US-amerikanischen Radiomacher Barry Mayo entwickelt.
Durch die ältere Zielgruppe haben Nachrichten und aktuelle Geschehnisse einen höheren Stellenwert im Programm. In den Abendstunden spielen zahlreiche Urban AC Sender Smooth Jazz und andere ruhige Musikstücke aus dem Black Music Bereich. Zahlreiche Sender implementieren in ihren Slogan die gespielten Musikstile, wie beispielsweise „Today's R&B and Classic Soul“, „The Adult Mix“, „Smooth R&B and Classic Old Skool“.
Das Urban AC Format ist ein Subformat des Adult-Contemporary-Radioformates. Die jüngere Variante des Urban AC Formats wird als Urban Contemporary bezeichnet.
WBLS in New York gilt als Flaggschiff des Urban AC Formats und war eine der ersten Stationen, die Urban AC 1994 einführte.